# Grådyb
Grådyb är en farled och ett sund i Danmark som leder in till Esbjerg hamn på Jylland i den sydvästra delen av landet. Farleden går mellan Fanø och halvön Skallingen och var från 1906 till 1956 utmärkt med ett fyrskepp.
Den är mer än en kilometer bred och cirka 15 meter djup och hålls i stort sett öppen av tidvattnet i Vadehavet. Vid Grådyb barre, väster om Fanø, avlagras dock sand som tidvis måste muddras bort.